# 抽乾美索不達米亞沼澤

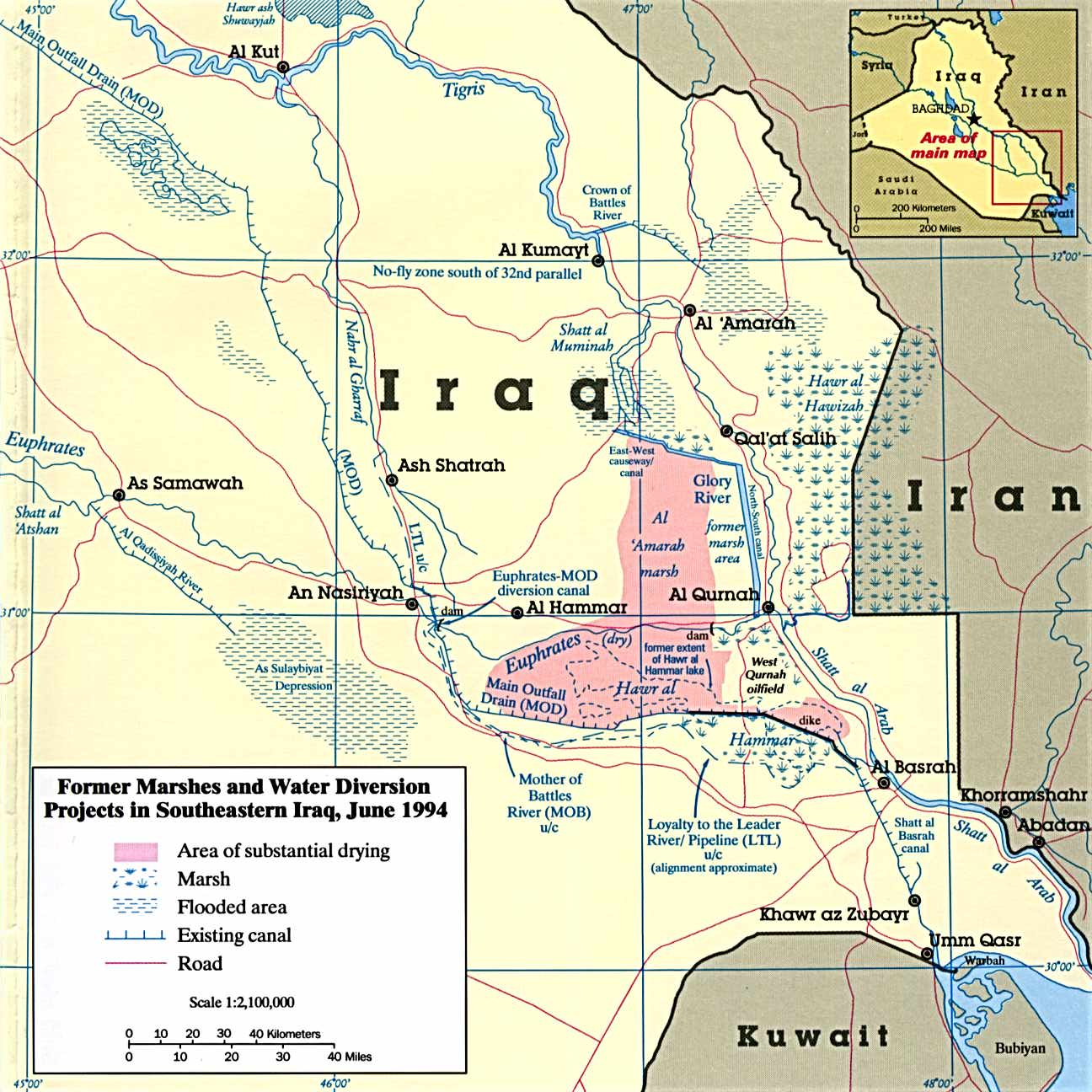
1994年的美索不達米亞沼澤地圖，其中粉紅色為被抽乾的區域

抽乾美索不達米亞沼澤是1950年代至1990年代伊拉克复兴党政权抽乾底格里斯河-幼發拉底河系統沖積的沼澤區之行動。美索不達米亞沼澤包括中部沼澤、哈維則沼澤與哈馬爾沼澤等三部分，曾為歐亞大陸西部最大的濕地生态系统。此行動起初的目的為擴建農業灌溉渠道，薩達姆·海珊政權鎮壓1991年伊拉克起義後，為報復信仰什葉派的沼澤阿拉伯人支持起義、窩藏反抗者而加速此一進程，積極把底格里斯河與幼發拉底河的水流導出沼澤區，企圖系統性地將此地沙漠化，並對外稱此舉目的為增加農地與消滅蚊蟲。
抽乾美索不達米亞沼澤造成超過20萬名沼澤阿拉伯人流離失所，聯合國稱此為「悲慘的人道與環境災難」，將其與亞馬遜雨林的砍伐相提並論，美國將此舉稱為生態滅絕與種族清洗，有學者認為此行動為20世紀最嚴重的環境災難。

## 經過
美索不達米亞沼澤過去即為逃逸奴隸、農奴的藏身之處，9世紀的津芝叛亂即是由在沼澤勞動的黑奴所發動。第一次世界大戰後，英國託管時期的政府即因沼澤滋生蚊蟲、缺乏經濟價值而有將其抽乾的計畫，希望將其水源用於灌溉農田。二戰後，伊拉克王國政府成立灌溉發展委員會（Iraqi Irrigation Development Commission），由F. F. 海格（F. F. Haigh）擔任會長。1951年，委員會發布海格報告（The Haigh Report），規劃了一系列可自幼發拉底河與底格里斯河下游引水灌溉的水閘、堤防與水道等設施，包括有「第三河」之稱的主集水道（Main Outfall Drain，MOD）與納西利亞排水泵站，但這些計畫在伊拉克王國時期未能實行，直至伊拉克復興黨政府上台後，才被重新提起並付諸實行。
1970年代灌溉設施的擴建嚴重影響美索不達米亞沼澤的水流，1980年代早期水位已經明顯降低，1985年又為石油探勘而將哈馬爾沼澤的一部份抽乾。此時沼澤地區已成為被復興黨政府迫害的反抗人士藏身處，其中以什葉派人士最多。1980年代中期，當地已有反抗抽乾沼澤計畫的勢力，由謝赫阿卜杜勒·卡里姆·馬胡德·穆罕默达维（Sheik Abdul Kerim Mahud al-Muhammadawi，以阿布·哈提姆 Abu Hatim之名活動）領導:12。

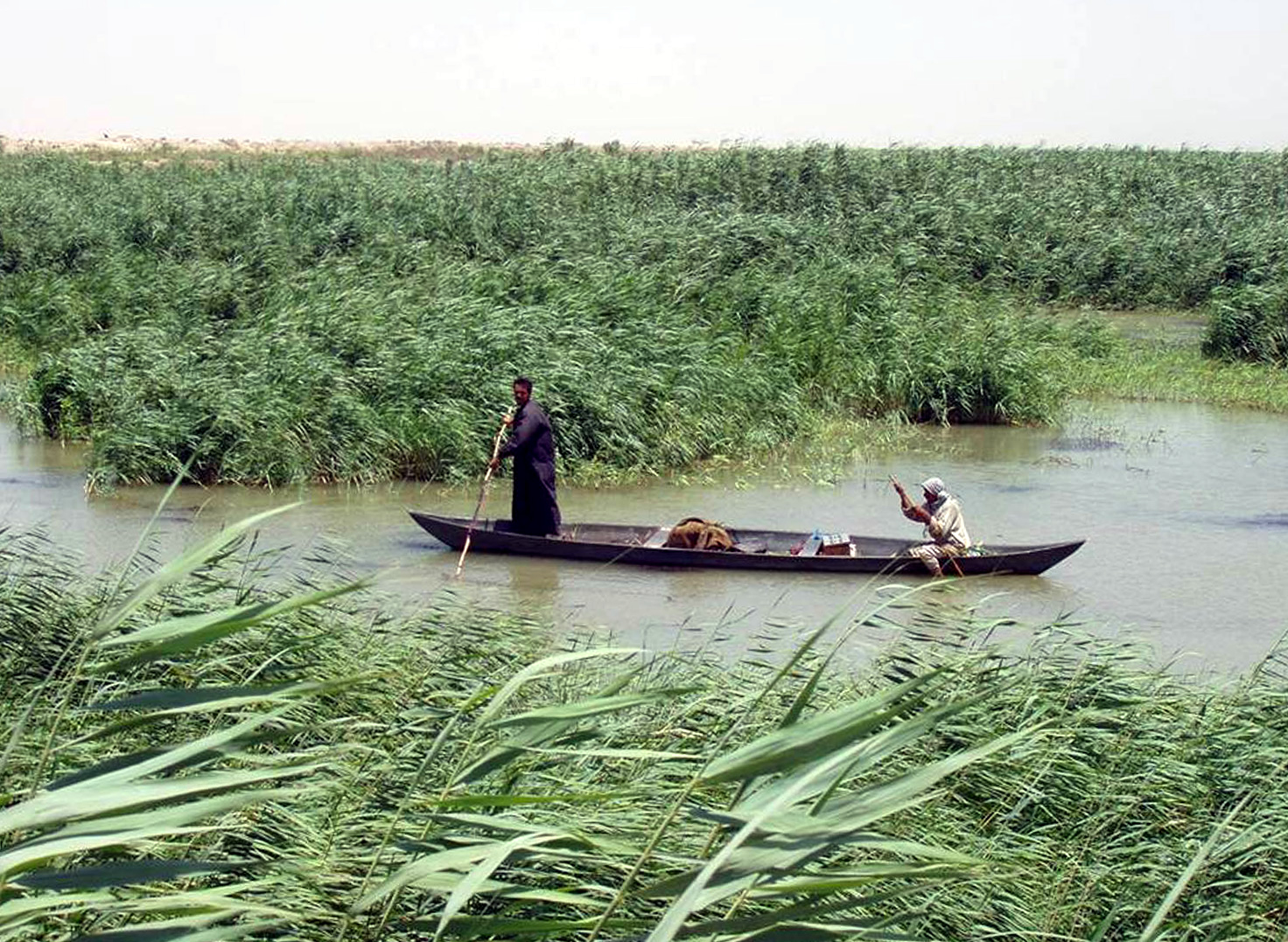
沼澤阿拉伯人

經歷1991年波斯灣戰爭與隨後爆發的起義之後，薩達姆·海珊政權加速抽乾沼澤的計畫，阻止沼澤阿拉伯人用水以作為他們支持起義的報復，構建堤防將原本流入沼澤的底格里斯河岔流導引至新建成的光榮運河等其他水系中，至1993年，已經抽乾三分之二的中部沼澤。

## 影響

### 生態
據聯合國環境署2001年發布的報告，抽乾美索不達米亞沼澤造成的環境破壞，包括自流失歐亞大陸遷徙至非洲的候鳥（並進而導致東歐與高加索地區的某些鳥類數量減少）、數種動植物於沼澤中滅絕、土壤鹽化導致農漁產量下降、約2萬平方公里土地的沙漠化、海水倒灌加劇、阿拉伯河污染增加而使波斯灣的漁業減產等。倫敦大學皇家霍洛威學院濕地生態系研究組的研究結果顯示中部沼澤的生態系統已完全瓦解。紅蛇鵜的伊拉克亞種黎凡特蛇鵜（Anhinga rufa chantrei）與江獺的伊拉克亞種馬克士威江獺（Lutrogale perspicillata maxwelli）一度被認為有滅絕之虞，後調查顯示兩者皆尚存少量族群；不過至少有印度豪猪、布恩地鼠與狼等7種動物已自此地絕跡。其中布恩地鼠為特有種，僅知的分佈地點即為中部沼澤，在沼澤被抽乾後，這種動物可能已滅絕。

### 人口
抽乾沼澤的計畫伴隨著伊拉克政府針對沼澤阿拉伯人的政治宣傳，旨在將沼澤沙漠化以驅逐當地人口。除抽水外，當地人的房舍也遭襲擊焚毀，甚至有水源被蓄意下毒，政府出動直升機攻擊當地人的車輛，一系列的迫害造成上千名沼澤阿拉伯人喪生。
多數沼澤阿拉伯人被迫放棄其傳統的生活方式，自沼澤遷往其他地區。約有10萬人逃亡至伊朗的難民營。1950年，沼澤阿拉伯人的人口約合50萬人，至沼澤抽乾後僅剩約2萬人。至2003年，僅剩約1600人仍住在沼澤中蘆葦床（dibins）上的傳統房舍:13。

## 恢復
2003年，美國發動伊拉克戰爭推翻復興黨政權後，新政府將用於抽乾沼澤的堤防與水道拆毀，沼澤開始緩慢恢復。2004年早期，中部沼澤北側的幾座湖泊及重新現蹤，自1990年代早期即乾涸的南側區域也重新開始注水。不過中部沼澤恢復的速度比哈維則沼澤和哈馬爾沼澤緩慢，破壞最嚴重的部分直至2006年都未見復原跡象。至2008年，美索不達米亞沼澤已恢復了75%，但因土耳其與伊朗在河流上游構築水壩，濕地面積又再度縮小為被抽乾前的58%，且預期會繼續降低。此外沼澤的水質與鹽度也較被抽乾前惡化，1980年代沼澤的鹽度約為300至500ppm，復原後的沼澤部分區域則高達15,000ppm，因鹽度過高而難以重新引入原生植物與魚類，並嚴重影響水牛放牧與漁業等沼澤阿拉伯人主要的傳統經濟活動。2010年，一項針對中部沼澤的調查結果指出，鹽度升高的原因為水流來源單一（僅來自幼發拉底河），也有水源流入與流出的季節波動降低、來自農場與城鎮的水污染加劇等因素。

## 外部連結
- 1984~2020年空拍圖對比 （页面存档备份，存于）